# Euphractus sexcinctus
L'armadillo a sei fasce (Euphractus sexcinctus) è una specie di armadillo diffusa in Argentina, Bolivia, Paraguay, Brasile ed Uruguay; una popolazione isolata sopravvive in Suriname.
Preferisce la savana a clima secco.
Inizialmente venne classificato da Linneo nel genere Dasypus, dove rimase fino a tempi recenti.
Se ne contano quattro sottospecie:
- Euphractus sexcinctus boliviae (Thomas, 1907)
- Euphractus sexcinctus flavimanus (Desmarest, 1804)
- Euphractus sexcinctus setosus (Wied, 1826)
- Euphractus sexcinctus tucumanus (Thomas, 1907)

## Dimensioni e aspetto
Misura fino a 70 cm di lunghezza, per un peso di oltre 6 kg.
Il colore del carapace è solitamente giallo dorato (da qui il nome di armadillo giallo che questo animale ha nel suo areale), ma la tonalità può variare fino al bruno-rossiccio.
Alcuni esemplari (specialmente nella sottospecie setosus) sono ricoperti da folta peluria.
A dispetto del nome, può possedere fino a 8 bande.
Rispetto agli altri armadilli, la mandibola è più muscolosa ed i denti (pur mancando di smalto) sono più forti: l'armadillo a 6 fasce ha 9 paia di denti nella mascella e 10 paia nella mandibola.
Altra sua caratteristica è la capacità di accumulare spessi depositi di grasso sottocutaneo.

## Comportamento
È un animale attivo principalmente durante il giorno.
Come gli altri armadilli, è solito scavarsi delle tane: tuttavia passa molto tempo nella stessa tana, che è solito marcare con segnali odorosi provenienti da ghiandole poste alla base della coda.
Principalmente solitario, se ne possono vedere dei gruppetti nei pressi delle carcasse, intenti a nutrirsi delle larve degli insetti saprofagi e di pezzetti di carne in putrefazione: questo animale, infatti, pur essendo essenzialmente erbivoro (occasionalmente danneggia i raccolti), integra la sua dieta con alimenti di origine animale, principalmente invertebrati.

## Riproduzione
Non c'è un preciso periodo riproduttivo, e le femmine possono riprodursi durante tutto l'arco dell'anno.
La gestazione dura un paio di mesi, al termine dei quali nascono da uno a tre cuccioli, anche se la femmina ha solo due mammelle.
I cuccioli nascono con gli occhi chiusi ed emettono squittii per attrarre l'attenzione materna: verso il mese di vita cominciano ad assumere i primi cibi solidi.
La maturità sessuale intercorre a 9 mesi circa: la speranza di vita in cattività sembra essere attorno ai 15 anni, anche se un esemplare è vissuto 18 anni.